# Marzena Sienkiewicz

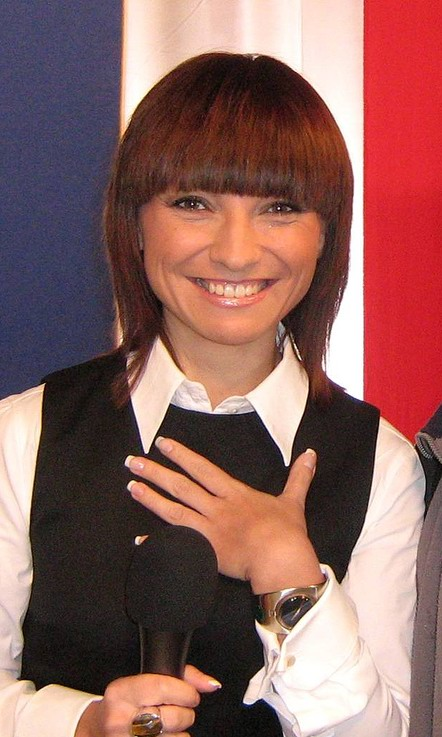
Marzena Sienkiewicz

Marzena Sienkiewicz (* 29. August 1975 in Gdynia) ist eine polnische Journalistin und Wettermoderatorin.
Sienkiewicz begann ihre Karriere in der Danziger Redaktion von Telewizja Polska (TVP). Danach arbeitete sie als Produzentin und Wetter-Moderatorin auf TVN, seit Januar 2004 auf TVN Meteo und seit August 2004 bei TVN24. Nach ihrem Ausscheiden bei TVP im Januar 2005 arbeitete sie zunächst bei TVP3 und seit Mai 2006 bei TVP2. Fast täglich spricht sie in der Sendung Pytanie na śniadanie – Frage zum Frühstück über das Wetter und anderes mehr. Sie informiert auch über das Wetter in der Sendung Panorama in TVP2.
2010 war sie für den polnischen Fernsehpreis Telekamery 2010 in der Kategorie Wetter-Moderation nominiert.